# Michael Andrew
Michael Andrew (27 de setembro de 1943) é um ex-ciclista malaio. Representou seu país, Malásia, nos Jogos Olímpicos de Verão de 1964 na prova de estrada individual, mas não terminou.